# Bulletproof heart (canción)
«Bulletproof heart» (antes llamada «Trans Am») es una canción de la banda estadounidense de rock My Chemical Romance. Es la tercera pista de su álbum Danger days: the true lives of the Fabulous Killjoys, publicado en 2010.
Volviendo a emplear la ficción en sus canciones, en «Bulletproof heart» My Chemical Romance habla sobre una pareja: Johnny y Jenny, quien, según las declaraciones del vocalista Gerard Way, podría ser la joven desaparecida de la que habla la canción «Jenny was a friend of mine» de The Killers; Way ha dicho: «Me encanta esa banda. No creo que los músicos hagan eso tanto como deberían, no creo que se inspiren por sus contemporáneos de las maneras adecuadas. Supongo que no les responden a sus contemporáneos y creo que es bueno cuando eso sí pasa».
El cantante también comentó en enero de 2010: «Es una canción de ficción metafórica, en realidad, pero una sobre irse de casa y escapar. [...] Porque ese es el propósito al iniciar una banda: te subes a una furgoneta para escapar. No quería terminar donde había crecido, y eso no es hablar mal de Jersey, en absoluto. Amo a Nueva Jersey, pero no quería terminar con un trabajo que odiara, simplemente flotando por la vida; quería escapar. Y definitivamente sentía a veces, cuando empezamos la banda, que había fuerzas —aunque en mi cabeza— que estaban conspirando contra nosotros para retenernos en la ciudad, para retenernos en un sótano, y te tienes que rebelar contra eso».
La revista Kerrang! sostiene que en la canción «se entremezclan enormes melodías y épicas letras para crear una gloriosa huida adolescente». De acuerdo al guitarrista Frank Iero, la composición de la canción tomó un año y medio. El riff de «Bulletproof heart» surgió cuando Iero estaba tocando una melodía solo para probar su guitarra, sin intención de componer nada; sin embargo, la melodía llamó la atención de sus compañeros y finalmente decidieron utilizarla para crear una canción completa basada en ella. Gerard Way ha comentado que «es la canción que quizás nos dio pistas de lo que podíamos empezar a hacer más tarde. Por eso es que quizás habla sobre pistolas láser, conducir rápido, huir de los policías y cosas como esas. Se siente en muchos sentidos como la génesis de [la pregunta] “¿por qué no hacen algo más grandioso?”».
La canción se encuentra disponible como descarga en el videojuego Guitar hero: warriors of rock, en el track pack de My Chemical Romance.

## Listas musicales
| Listas (2011)                         | Mejor posición |
| ------------------------------------- | -------------- |
| U.S. Billboard Alternative Songs      | 18             |
| U.S. Billboard Rock Songs             | 42             |
| UK Rock (The Official Charts Company) | 39             |